# Enrique XXXVII de Reuss-Köstritz
Enrique XXXVII  de Reuss-Köstritz (1 de noviembre de 1888, Ludwigslust - 9 de febrero de 1964, Garmisch-Partenkirchen) fue el último príncipe de Reuss-Köstritz (rama menor). Además de noble fue un oficial naval alemán y teniente general de la Luftwaffe durante la Segunda Guerra Mundial.

## Vida
Enrique XXXVII era miembro de la línea menor de Reuss-Köstritz, una de las subramas de la Casa gobernante de Reuss, línea más joven. Era hijo de Enrique XVIII de Reuss-Köstritz (1847-1911) y de su esposa Carlota de Mecklenburgo-Schwerin (7 de noviembre de 1868-20 de diciembre de 1944), hija del Duque Guillermo de Mecklemburgo-Schwerin (1827-1879) y de su esposa, la Princesa Alejandrina de Prusia (1842-1906). Tenía dos hermanos menores: Enrique XXXVIII (1889-1918) y Enrique XLII (1892-1949).

### Carrera militar
El príncipe Enrique XXXVII ocupó diversos cargos civiles y militares. El 22 de marzo de 1907 se unió a la Armada Imperial. Desde el 30 de septiembre de 1911 sirvió como segundo oficial de torpedos en el crucero pesado Moltke y desde el 27 de septiembre de 1913 como comandante de compañía del 1er Batallón de Artillería Naval. Durante la Primera Guerra Mundial comandó el destructor T-60 desde agosto de 1914 hasta enero de 1915 y luego la batería de torpedos de los Dardanelos. De abril a mayo de 1917 completó el entrenamiento de oficial de submarino. Estuvo al mando de los submarinos U-28 (desde el 1 de octubre de 1916), UC-54 (del 10 de mayo de 1917 al 21 de mayo de 1918) y UB-130 (del 28 de junio al 11 de noviembre de 1918). Durante este tiempo, las unidades que comandaba hundieron 14 barcos enemigos (35.262 TRB) y dañaron 2 (9.401 TRB). Fue teniente marino y teniente comandante.
Sirvió como teniente general de la Luftwaffe durante la Segunda Guerra Mundial. Se le concedió la Barra de la Cruz de Hierro de 2ª Clase y la Barra de la Cruz de Hierro de 1ª Clase.

## Matrimonio y descendencia
Enrique XXXVII se ha casado dos veces en su vida. El 14 de noviembre de 1922 se casó con Friedel Mijotki (25 de septiembre de 1891-2 de octubre de 1957) en Berlín. El matrimonio se divorció en 1930.
El 7 de agosto de 1933, se casó con Estefanía Clementina von Hohenberg (* 25 de diciembre de 1900; † 10 de febrero de 1990), hija de Carlos Gustavo Clemente von Hohenberg. Se casó en Garmisch-Partenkirchen. Los príncipes Enrique y Estefanía tuvieron dos hijos:
- Enrique XI Licco (28 de agosto de 1934, Berlín), jefe actual de la rama menor de Reuss-Köstritz.
- Mariana Carlota Katharina Estefanía (29 de julio de 1936, Berlín).